# Walkman
Walkman est une marque déposée par l'entreprise Sony qui historiquement désigne les baladeurs à cassette qu'elle a vendus depuis 1979.

## Nom et marque
La présence de Sony sur ce marché était telle que le mot « Walkman » est devenu un terme générique pour désigner les baladeurs (ce dernier terme, alors inexistant, a été proposé depuis pour remplacer « Walkman »). Littéralement, ce terme anglais inventé au Japon est composé de « walk » (« marche ») et « man » (« homme »), il exprime donc le fait qu'une personne puisse utiliser l'appareil tout en se déplaçant.
Ce tout nouveau lecteur de cassettes portable est mis sur le marché japonais en 1979 sous le nom de « Walkman », nom proposé par Kozo Ohsone, le directeur du développement, en référence au produit précédent de la marque, le Pressman. Le stock initial est liquidé en un mois et Sony se prépare à porter son produit sur les marchés européens et américain. Il est décidé de renommer l'appareil « Freestyle » en Suède, « Storaway » au Royaume-Uni, et « Soundabout » aux États-Unis. C'est pendant une visite à Paris, que le vice-président de Sony, Akio Morita, décide de conserver le nom original car des enfants de ses employés lui demandèrent quand ils pourraient acheter leurs Walkman.
Au cours des années, Sony a déposé plusieurs noms de marques finissant tous par le suffixe « -man » : Walkman, Pressman, Watchman (en), Scoopman (en), Discman, et Talkman (en). Ces noms désignaient plusieurs appareils qui formaient une gamme de produits portatifs. Le terme « Walkman » étant celui qui a connu le plus de succès, la firme a choisi de l'utiliser désormais pour désigner tous ses différents produits audio portatifs (baladeurs cassette, baladeurs CD, baladeurs numériques, puis les téléphones portables de marque Sony Ericsson). Le terme « Discman », qui désignait notamment les baladeurs CD, a été abandonné à la fin des années 1990.

## Les baladeurs cassette

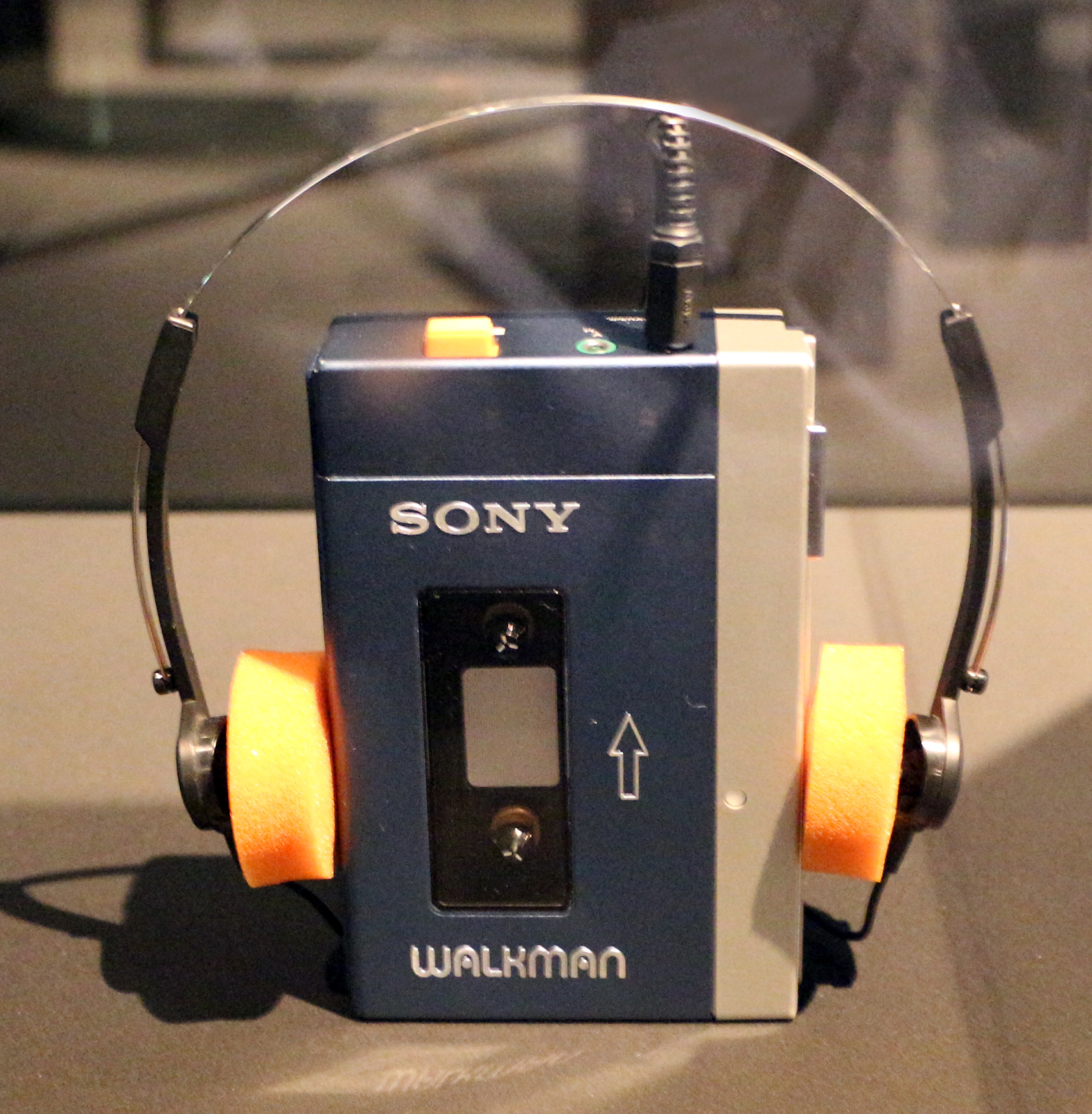
Le Walkman original, TPS-L2.

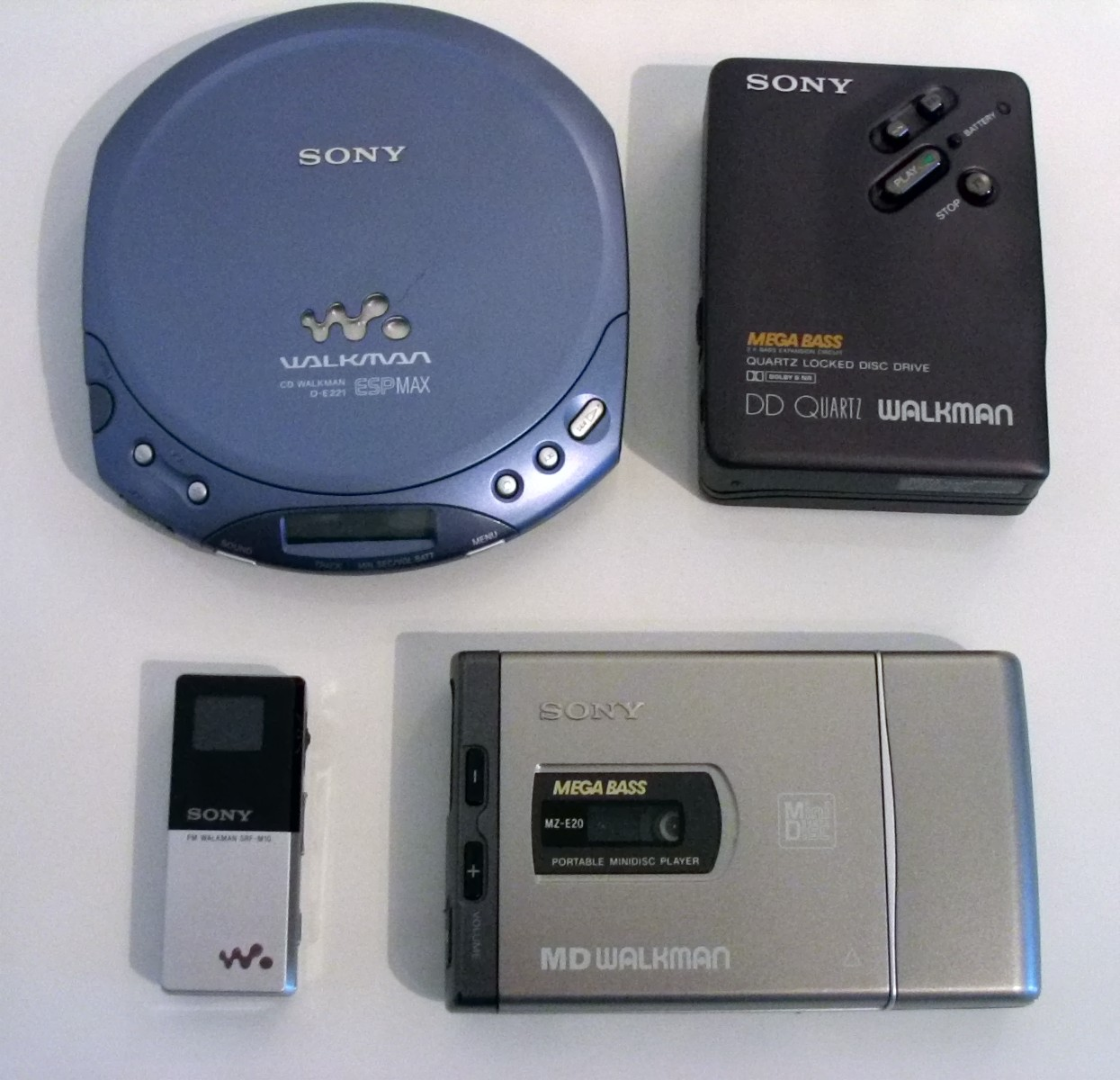
Plusieurs appareils de la marque Walkman (2006).

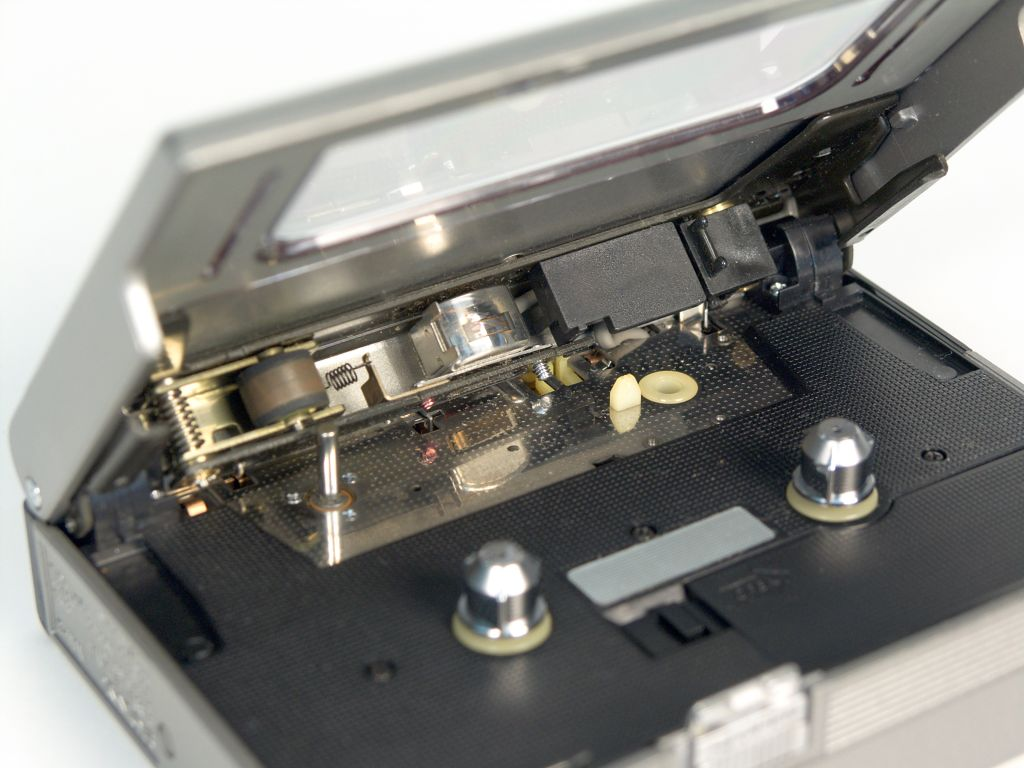
Vue intérieure d'un Walkman II.

Alors que Akio Morita, cofondateur de l'entreprise Sony, est considéré comme l'inventeur d'un tel concept, un inventeur germano-brésilien, Andreas Pavel, avait déposé « plusieurs brevets portant sur un appareil stéréo portable permettant d'écouter de la musique » en 1977, le Stereobelt (en) (littéralement « ceinture stéréo »).
Le premier modèle Walkman de Sony, le TPS-L2, est de couleur bleu et gris métallisé. Sa commercialisation débute au Japon le 1er juillet 1979. Le modèle proposé au Royaume-Uni est un modèle stéréo avec deux prises jack, caractéristique qui disparaitra dans les versions suivantes du Walkman.
Le développement du premier Walkman ne figure pas au programme des futurs produits du département des magnétophones de Sony. Des chercheurs mettent au point pour le plaisir cet appareil à partir du Pressman, un magnétophone portable à cassettes pour les journalistes. Le Walkman est rapidement un succès au Japon, et dès sa deuxième version en 1981, le succès devient planétaire.
Certains Walkman étaient aussi capables d'enregistrer. C'était notamment le cas du WM-D6 (WM pour Walkman), modèle offrant la meilleure qualité audio de tous les Walkmans, une qualité audio comparable à celle des meilleures platines cassettes. Autre détail inhabituel de cet appareil, il possédait une DEL dont la luminosité variait en fonction de l'intensité sonore de l'enregistrement. Il proposait également de régler manuellement le niveau sonore de l'enregistrement. Cet appareil alimenté par quatre piles de type AA (LR06) (au lieu des deux piles habituellement nécessaires pour les autres modèles de Walkman) était majoritairement utilisé par les journalistes. Il a également rencontré un grand succès parmi les amateurs de son hi-fi et, fait plus surprenant, ce modèle a été produit pendant environ vingt ans sans subir la moindre modification (en fait le premier modèle sorti en 1982 sous le nom « TC/WM-D6 » ne comprenait que le réducteur de bruit Dolby B tandis qu'en 1984 sortait le TC/WM-D6C, qui ajoutait le réducteur de bruit Dolby C).
Des Walkman sport ont vus le jour ,les walkman sport propose quelques accessoires en plus . Les plus connus sont de couleur jaune .
Sony sort en 1982 le WM-7, premier modèle autoreverse au monde.
À la fin des années 1980, le Walkman n'est plus le seul baladeur cassette sur le marché : on retrouve désormais le Walky de Toshiba, le CassetteBoy d'Aiwa et Panasonic propose également son modèle.Dans un contexte de concurrence féroce, Sony s'est une nouvelle fois démarqué du lot en lançant en 1989 son modèle WM-DD9 pour le dixième anniversaire du Walkman (cinq ans après le WM-D6C). Cet appareil proposant seulement la lecture des cassettes est devenu le Saint-Graal pour une petite clientèle ciblée de collectionneurs du Walkman. La particularité de ce modèle est d'être le seul modèle à double sens de lecture (autoreverse) de l'histoire des Walkmans à utiliser un système de lecture de cassette similaire aux platines cassettes, c'est-à-dire un système à quartz verrouillé et muni de deux moteurs permettant ainsi de défiler la bande magnétique avec une vitesse précise dans les deux sens de lecture. Cependant, seul un moteur tourne à la fois dépendamment du sens de lecture. La consommation électrique a également été améliorée, elle ne demande qu'une pile LR03 ou une pile rechargeable rectangulaire de type « gumstick », avec un adaptateur secteur en option. Il est également équipé d'une tête de lecture amorphe qui est capable de reproduire toute la bande des fréquences allant de 20 à 20 000 Hz, d'une prise jack en or plaqué, et d'un boîtier en aluminium de 2 mm d'épaisseur. Sony a conçu ce modèle en ne pensant qu'à la qualité audio, il ne contient donc pas de fonctionnalités futiles comme la télécommande à fil, la recherche de pistes, ou d'affichage à cristaux liquides. Ses seules fonctionnalités sont la réduction du bruit Dolby B/C, l'amplificateur de basses Mega Bass/DBB, la sélection du type de cassette, et deux modes auto-reverse.
À la fin des années 1990, les baladeurs cassettes ont été généralement abandonnés en faveur des technologies numériques émergentes qu'étaient le CD, le DAT et le MiniDisc. Rapidement, les cassettes audio sont devenus obsolètes et Sony a annoncé, en octobre 2010, la fin de la commercialisation au Japon de son baladeur cassette Walkman.
Tous les cinq ans depuis la naissance du Walkman en 1979 jusqu'en 1999, Sony a célébré l'événement en sortant un modèle anniversaire le 1er juillet avec des améliorations technologiques. Chaque modèle anniversaire propose un thème différent tout en conservant certaines caractéristiques des modèles anniversaires précédents :
- en 1989, WM-7015, thème de l'amicalité avec un contrôle à distance et une coque argentée ;
- en 1994, WM-EX1HG, orienté efficacité avec une longue autonomie et un boîtier qui éjecte les cassettes ;
- en 1999, WM-WE01, modèle tourné vers la mobilité : télécommande et écouteurs sans fils ;
- en 2004, le baladeur cassette commençant à toucher à sa fin, Sony a choisi de ne pas sortir de modèle édition spéciale pour le 25e anniversaire du Walkman. À la place, l'entreprise a inauguré son baladeur numérique NW-HD1 qui intègre un disque dur ;
- fin 2010, Sony cesse la production et la commercialisation du Walkman cassette au Japon[5].

## Les baladeurs CD (Discman)
Le premier baladeur CD de Sony, le modèle D-50, a été lancé en 1984. Il était surnommé le Discman et ce nom est depuis employé pour les désigner.
Les derniers modèles intègrent une fonction appelée ESP (Electronic skip protection (en)) qui consiste pour le baladeur à lire la musique du CD en avance et la placer dans une mémoire tampon. Cela permet ainsi d'éviter d'éventuelles coupures de la musique à cause de chocs extérieurs. Cette technologie a depuis été renommée « G-protection » et fait usage d'une mémoire tampon plus importante, permettant ainsi de pouvoir continuer à diffuser la musique pendant une plus longue durée de perturbations.
Pendant quelques années, les Discmans et les Minidiscs ont rencontré un véritable succès au sein de leur marché. Cependant les baladeurs numériques utilisant les nouveaux supports de stockage comme la mémoire flash et les disques dur miniaturisés sont devenus aujourd'hui[Quand ?] plus populaires.
Sony continue encore de produire des baladeurs CD. Les modèles les plus récents peuvent lire sur les CD des fichiers de musique compressée grâce au format d'encodage MP3 et ATRAC3Plus. Physiquement ces modèles sont améliorés à chaque nouvelle version notamment au niveau de leur encombrement.

## MiniDisc
Initialement le MiniDisc était comparable à un CD miniaturisé, capable de stocker jusqu'à 74 minutes de musique en qualité CD sur un disque occupant approximativement deux tiers de la taille d'un CD. Les MiniDiscs étaient protégés à l'intérieur d'un boîtier en plastique, ce qui augmente leur durée de vie comparé aux CD. Les baladeurs MiniDisc de Sony étaient capables à la fois de lire et d'enregistrer à partir d'un microphone ou d'une source numérique. Ces baladeurs étaient à l'origine encombrants mais ils ont rapidement été réduits du fait de l'amélioration de la technologie.
Progressivement, des améliorations ont été apportées aux lecteurs-enregistreur de MiniDisc, dont l'ajout de la technologie MDLP (abréviation du terme anglais MiniDisc LongPlay), qui utilise la technologie ATRAC de Sony pour permettre de contenir jusqu'à quatre fois plus de musique sur un seul MiniDisc, aux dépens de la qualité du son.
La seule vraie innovation qu'ont apporté les baladeurs MiniDisc Walkman est apparue avec la sortie des enregistreurs NetMD (abréviation de NetworkMD). Ces derniers permettaient l'utilisation d'un ordinateur pour convertir de la musique à partir d'un CD ou de fichier MP3 vers le format ATRAC3, et ensuite d'utiliser un câble USB pour transférer la musique vers le MiniDisc à une vitesse bien plus rapide que ne le proposait le câble des précédents modèles.

## Les téléphones portables Sony Ericsson
- Sony Ericsson W205
- Sony Ericsson W800
- Sony Ericsson W890
- Sony Ericsson W995

Comme pour sa série photo « C » pour « Cyber-shot », Sony a implémenté sa technologie musique Walkman à travers la série « W » des téléphones mobiles de Sony Ericsson.

## Network Walkman
La marque vend des baladeurs numériques sous la marque Network Walkman, et les noms de ses produits commencent tous par « NW ».

## Ventes
En 2009, les différentes versions du lecteur à cassette s'étaient vendues à 220 millions d'exemplaires. Leur successeur, le Discman, s'était vendu à 120 millions d'exemplaires. Le lecteur qui aurait dû être leur successeur, le MiniDisc, ne s'était vendu qu'à 22 millions d'exemplaires. Et au total, toujours en 2009, les téléphones Walkman s'étaient vendus à 70 millions d'exemplaires.

## Apparitions dans des films et séries
Les baladeurs Walkman de Sony ont fait plusieurs apparitions dans différents films :
- Dans le film Æon Flux sorti en 2005, un baladeur de marque Sony (le modèle NW-MS70D plus précisément) est retrouvé avec des enregistrements de voix.
- Dans S.O.S Fantômes 2, la statue de la Liberté commence à marcher après que les héros ont mis de la musique à l'aide d'un baladeur Walkman.
- Dans Les Gardiens de la Galaxie, le Walkman de Star-lord est l'« antique » TPS-L2.
- Dans Metal Gear Solid V: The Phantom Pain, le héros utilise un prototype du TPS-L2.
- Dans le film OSS 117 : Alerte rouge en Afrique noire de Nicolas Bedos (2021), Pierre Niney écoute un Walkman en pleine brousse en 1981.
- Dans Helix: S1-E1, le modèle NW y est visible dans un laboratoire.
- Dans 13 Reasons Why, le modèle WM-41 revient dans chaque épisode de la saison 1.

De même que la série Deutschland 83 , dans laquelle le héros habitant en Allemagne de l'Est durant la guerre froide, découvre les Walkman en Allemagne de l'Ouest.